# Branch County
Branch County je okres na jihu státu Michigan v USA. K roku 2010 zde žilo 45 248 obyvatel. Správním městem okresu je Coldwater, které je rovněž jeho největším městem. Celková rozloha okresu činí 1 345 km². Na jihu sousedí se státem Indiana.

## Sousední okresy
| Růžice kompasu |                      | Calhoun County      |                  | Růžice kompasu |
| Růžice kompasu | St. Joseph County    | Sever               | Hillsdale County | Růžice kompasu |
| Růžice kompasu | St. Joseph County    | Branch County       | Hillsdale County | Růžice kompasu |
| Růžice kompasu | St. Joseph County    | Jih                 | Hillsdale County | Růžice kompasu |
| Růžice kompasu | LaGrange County (IN) | Steuben County (IN) |                  | Růžice kompasu |